# Kabinett Morgan IV
Das Kabinett Morgan IV war die sechste Regierung von Wales. Sie erfolgte auf die Wahl zur Nationalversammlung für Wales 2007. Bei dieser Wahl erhielt die Welsh Labour Party 28 der 60 Sitze und bildete daraufhin am 19. Juli 2007 eine Koalitionsregierung mit Plaid Cymru.

## Kabinet

### Minister
| Amt                                                           | Bild | Name               | Partei      | Partei      | Amtszeit  |
| ------------------------------------------------------------- | ---- | ------------------ | ----------- | ----------- | --------- |
| First Minister                                                |      | Rhodri Morgan      |             | Labour      | 2007–2009 |
| Deputy First Minister                                         |      | Ieuan Wyn Jones    |             | Plaid Cymru | 2007–2009 |
| Minister für Wirtschaft und Transport                         |      | Ieuan Wyn Jones    |             | Plaid Cymru | 2007–2009 |
| Minister für Bildung, Weiterbildung und Jugend                |      | Jane Hutt          |             | Labour      | 2007–2009 |
| Minister für Umwelt, Nachhaltigkeit und ländliche Entwicklung |      | Jane Davidson      | Labour      | 2007–2009   |           |
| Minister für Finanzen und öffentlichen Dienst                 |      | Andrew Davies      | Labour      | 2007–2009   |           |
| Minister für Gesundheit und soziale Sicherung                 |      | Edwina Hart        | Labour      | 2007–2009   |           |
| Minister Erbschaften und Kultur                               |      | Rhodri Glyn Thomas |             | Plaid Cymru | 2007–2008 |
| Minister Erbschaften und Kultur                               |      | Alun Ffred Jones   | Plaid Cymru | 2008–2009   |           |
| Minister für den ländlichen Raum                              |      | Elin Jones         | Plaid Cymru | 2007–2009   |           |
| Minister für soziale Gerechtigkeit und kommunal Verwaltung    |      | Brian Gibbons      |             | Labour      | 2007–2009 |
| Kabinettsmitglied mit beratender Stimme                       |      |                    |             |             |           |
| Chief Whip                                                    |      | Carl Sargeant      |             | Labour      | 2007–2009 |
| Leader of the House                                           |      | Carwyn Jones       | Labour      | 2007–2009   |           |

### Vizeminister
| Amt                                                     | Name           | Name   | Partei      | Amtszeit  |
| ------------------------------------------------------- | -------------- | ------ | ----------- | --------- |
| Stellvertretender Minister für Wirtschaft und Transport | Huw Lewis      |        | Labour      | 2007–2009 |
| Stellvertretender Minister für Fähigkeiten              | John Griffiths | Labour | 2007–2009   |           |
| Stellvertretender Minister für Wohnen                   | Jocelyn Davies |        | Plaid Cymru | 2007–2009 |
| Stellvertretender Minister für soziale Dienste          | Gwenda Thomas  |        | Labour      | 2007–2009 |